# ハルピミムス
ハルピミムス（Harpymimus）は、白亜紀前期に現在のモンゴルに生息した基底的なオルニトミモサウルス類に位置づけられる獣脚類恐竜の属の一つである。他のより派生的なオルニトミモサウルス類とは異なり、下顎に限定的ではあるが未だ歯が存在していた。

## 発見と命名
1981年にゴビ砂漠でのソ連-モンゴル共同調査隊により獣脚類の骨格が発掘された。1984年にリンチェン・バルスボルドとアルタンゲレル・ペルレにより新属ハルピミムスのタイプ種および唯一の種Harpymimus okladnikovi として手短に記載された。属名はギリシャ神話の恐ろしいハーピーに言及したもので、ギリシャ語で「ハーピー」を意味するἅρπυια（harpyia）と「まねもの」を意味するμῖμος（mimos）から派生したものである。種小名はソ連の考古学者アレクセイ・オクラドニコフに献名されたものである。
ホロタイプ標本IGM 100/29（モンゴル、ウランバートルのモンゴル科学アカデミー）はほぼ完全で関節状態だが押しつぶされた骨格から構成され、肩帯、腰帯、後肢の一部のみ欠いている。化石はドンドゴビ県にあるシンネフドゥグ層（Shinekhudug Formation　もしくはShinekhudag Svita）のオーテリヴ期からバーレム期（以前はより新しいアルブ期のものとされた）の地層から発見された 。シンネフドゥグ層からは発見された他の恐竜には角竜類のプシッタコサウルスの一種Psittacosaurus mongoliensis が含まれている。

## 特徴
ハルピミムスは2004年に小林快次の学位論文の中で初めて広範な記載が行われた。2005年の論文で小林とバルスボルドは多数の解剖学的な特徴に基づいてハルピミムスの診断を行った。この特長には下顎（歯骨）にある11個の歯、18個の尾椎に生じる前方から後方への移行、肩関節の上の肩甲骨の上部の隆起の背面上にある三角形の窪み、肩甲骨の後縁に沿って特徴的な窪み上の低い隆起、第三中手骨の外側顆に小さいながらも深い副靭帯窩が含まれている 。
タイプ標本の頭骨はほぼ完全であるものの、酷く押しつぶされており、解剖学的な特徴がはっきりしない。 上顎を覆うくちばしがあった痕跡があり、歯骨の歯と連携して食物を保持するのに役立った可能性がある。全般的には後のオルニトミモサウルス類（首が長く、鋭い鉤爪をもつ長い腕、長い脚）とよく似ていた。ハルピミムスの歯は他の基底的なオルニトミモサウルス類であるペレカニミムスのものとは異なり、歯骨に限定されていて、円柱状でinterdental plateによって個々隔てられていて、数は少なくとも各側10個、おそらくは11個である。ペレカニミムスは下顎の各側に75個、加えて上顎の上顎骨と前上顎骨に37個の歯を持つ。他の多くの獣脚類の歯が獲物を突き刺し、切り刻むのに適しているのとは異なり、ハルピミムスの小さな歯はおそらく食物を保持することのみに使用されていたようだ。現在知られている全てのオルニトミモサウルス類の中でハルピミムスとペレカニミムスのみに残っている歯は、このクレードの原始的な特徴（祖先形質）である。 他の原始的な特徴として第一中手骨が非常に短く、第三中足骨は上部が挟み込まれているものの、前面から隠されておらず、足がアークトメタターサルになっていない。
頭骨の長さは約260 mmで、高さの2倍以上で、首の長さ（約600 mm）の半分以下である。

## 系統
ハルピミムスは最初ハルピミムス科（Harpymimidae）に分類された。2005年の論文の中で小林とバルスボルドは分岐学的な解析を行い、ガルディミムスとオルニトミムス科からなるクレードの基底に位置され、ペレカニミムスより派生的であると結論付けた。これらの研究に従うと、この結論からオルニトミモサウルス類は東アジアもしくはヨーロッパの白亜紀前期バーレム期（1億3000万年前から1億2500万年前）に生じ、その後白亜紀後期以前に北アメリカに移住したと結論される。

## 参照
1. ↑  グレゴリー・ポール『肉食恐竜事典』河出書房新社,1993年, ISBN 4-309-25061-0
2. 1 2 3  Barsbold, R. and Perle, A. (1984). [On first new find of a primitive orithomimosaur from the Cretaceous of the MPR]. Paleontologicheskii zhurnal, 2: 121-123
3. ↑  Kobayashi, Y., 2004, Asian ornithomimosaurs. PhD Thesis, Southern Methodist University. 340 pp
4. 1 2 3 4  Kobayashi, Y. and Barsbold, R. (2005). "Anatomy of Harpymimus okladnikovi Barsbold and Perle 1984 (Dinosauria; Theropoda) of Mongolia." In Carpenter, K. (ed.) The Carnivorous Dinosaurs. Indiana University Press: 97-126